# Hvalospjev uskrsnoj svijeći
Hvalospjev uskrsnoj svijeći ili Exsultet uskrsni je svečani hvalospjev, koji se pjeva u katoličkoj i evangeličko –luteranskoj liturgiji na početku Vazmenoga bdijenja ispred upaljene uskrsne svijeće. U njemu je Krist hvaljen kao svjetlost svijeta, a njegovo uskrsnuće povezano je s božanskim planom spasenja otkrivenim u Starom zavjetu.

## Naziv
Hrvatski naziv potječe od svečanosti paljenja plamena na žutoj ili bijeloj uskrsnoj svijeći, ispred koje se pjeva ovaj hvalospjev. Latinski naziv Exsultet ime je dobio po prvoj riječi ovoga hvalospjeva na latinskom jeziku. Nakon reforme liturgije Velikog tjedna 1955. liturgijski naziv je i Praeconium paschale (latinski za „Uskrsni navještaj”, „Uskrsnu pohvalu”). Rjeđe se naziva i Laus cerei (lat. za „hvalospjev svijeće”), Benedictio cerei (lat. za „blagoslov svijeće”) ili Exsultet iam angelica turba (prve riječi hvalospjeva).

## Podrijetlo i struktura
Od kada potječe tekst Hvalospjeva uskrsnoj svijeći na latinskome jeziku nije točno poznato. Postojao je u 4. stoljeću (poznavao ga je sv. Augustin). Najstarija sačuvana tekstualna inačica dolazi iz sjeverne Italije ili južne Galije s kraja 4. ili početka 5. stoljeća. Autor je nepoznat. Odjeci Ambrozijeve teologije ukazuju na podrijetlo iz Milana ili njegove sfere utjecaja. Povijest podrijetla Exsulteta nesumnjivo uključuje bizantske liturgijske modele, osobito ondje pjevane homilije koje se nazivaju i Kontakia. U srednjem vijeku, Hvalospjev uskrsnoj svijeći bio je ispisan na pergamentnim listovima spojenim zajedno, tako da je nastao svitak znatne duljine.
Hvalospjev uskrsnoj svijeći sastoji se od dva dijela: prologa (poziv na uskrsnu radost i zaziv milosrđa, stihovi 1-5) i glavnog dijela, koji je usporediv s molitvom svete mise. Otvara se predifacijom (pohvala i zahvala na spasenju, stihovi 6-7) s uvodnim aklamacijama. Nakon toga slijede anamneza (stihovi 8–19), epikleza (hvale, stihovi 20-21), druga anamneza (stihovi 22-25) i posljednji zazivi (stihovi 26-27) ). Pet "Haec rečenica" prve anamneze (stihovi 8-12) stavljaju uskrsno bdijenje u kontekst povijesti spasenja. Melodija glavnog dijela odgovara svečanom uvodnom tonu, a prolog ima karakterističnu slobodnu melodiju.

## Vanjske poveznice
- Tekst Hvalospjeva uskrsnoj svijeći